# Zawadka Rymanowska
Zawadka Rymanowska – wieś w Polsce położona w województwie podkarpackim, w powiecie krośnieńskim, w gminie Dukla.
W latach 1975–1998 miejscowość położona była w województwie krośnieńskim.
Zawadkę założono 1583 roku. W 1587 r. biskup Jan z Targowiska nadał przywilej lokacyjny (na prawie wołoskim) Wołochowi Ladomirowi. Inna wersja przekazuje, że wieś założono już na początku XIV (byłoby to wtedy jedno ze starszych siół w okolicy), a w roku 1587 została jedynie przeniesiona na prawo wołoskie. Zniszczona w czasie walk w 1474 r. i w 1657 przez Węgrów a potem ucierpiała w czasie II wojny światowej.
W Zawadce znajduje się zabytkowa dawna cerkiew greckokatolicka Narodzenia Bogurodzicy z 1855.
W II Rzeczypospolitej wieś w powiecie sanockim województwa lwowskiego. W latach 1945–1946 nacjonaliści ukraińscy z OUN-UPA zamordowali tutaj 6 Polaków oraz spalili 170 gospodarstw połemkowskich.
Po wysiedleniu miejscowej ludności łemkowskiej w latach 1945-1947, cerkiew została przejęta przez kościół rzymskokatolicki i należy obecnie do parafii Chrystusa Króla w Trzcianie-Zawadce pełniąc funkcję kościoła filialnego.
W Zawadce Rymanowskiej znajduje się baza namiotowa SKPB Lublin.
Na wschodnim krańcu wsi potok Abrahamów łączy się z potokiem Zawadką, dopływem Jasiołki.

## Szlaki piesze
- Dukla – Cergowa (716 m n.p.m.) – Zawadka Rymanowska – Piotruś (728 m n.p.m.) – Stasiane